# コンゾ
コンゾ(Konzo)は、1938年にG. Trolliによって初めて記述された流行性の麻痺である。ベルギー領コンゴ（現在のコンゴ民主共和国）のKwangoで発見された。その流行は、十分な調理を得ない「苦い」（シアン化物の多い）キャッサバを飢饉食物として数週間食べ続けることと関係があると考えられている。モザンビーク北部では、mantakassaとして知られる。

## 症状
流行は主に、東アフリカから中央アフリカの田舎で、女性と子供に起こったと報告されている。麻痺の始まりは、突然かつ対称的で、障害は一生続くが進行しない。通常は、苦いキャッサバの根に含まれるグルコシドは調理によって取り除かれる。しかし、飢饉や戦争等の時には、通常の調理法を省略せざるを得ない時もあった。

## 診断
神経症状の完全な原因や特徴はまだよく分かっていない。多くの疫学研究は、シアン化物を大量に摂取し、シアン化物の解毒に必要な含硫アミノ酸を同時に少量しか摂取しないことが、主要な病気の原因であることを示している。家族集積性も観察された。数週間から数か月の間、苦いキャッサバを食べて家族を養わなければならない乾季の貧しい家庭に多く発生する。
コンゾとは、ヤカ族の言葉で「縛られた脚」を意味する。ハンス・ロスリングによってつけられたこの名前は、感染者の緊張過度の歩き方を表している。

## 予後
治療法は見つかっていないが、症状はリハビリと歩行器の使用によってかなり改善する。この病気が伝染性ではないと認識することは、この病気に罹った貧しい人が栄養状態を悪化させる行動を取らないために必要である。
この病気は、感染地域で「甘い」無毒の栽培品種のキャッサバを指導することで防止できるという主張もある。しかし、「苦い」毒のあるキャッサバの品種が好まれる理由は、毒により野生動物や泥棒から作物が守られるためでもある。コンゾの予防は、高タンパクの摂取とキャッサバの通常の調理を可能とする、食品安全の早期回復にかかっている。
キャンベラにあるオーストラリア国立大学植物学・動物学部の植物化学者であるハワード・ブラッドバリー博士は、キャッサバ粉から容易にシアン化物を取り除く新しい簡便な方法の使用を提言している。